# دنیپرو
دنیپرو (به اوکراینی: Дніпро) با ۹۸۰,۹۴۸ نفر (۲۰۲۱ تخمینی) جمعیت سومین شهر کشور اوکراین است.
دنیپروپترووسک تا دهه ۱۹۹۰ یکی از شهرهای بسته شوروی بود.

## جغرافیا
این شهر در جنوب خاوری کی‌یف پایتخت اوکراین واقع شده و در کرانه رود دنیپر جای گرفته‌است.

## اقتصاد
دنیپروپترووسک از کانون‌های پرجنب‌وجوش صنعتی اوکراین به‌شمار می‌رود و یکی از مراکز اصلی هسته‌ای، نظامی و صنایع هوافضا در شوروی پیشین بود.

## مترو
متروی دنیپروپتروفسک در سال ۱۹۹۵ تأسیس شد و هم‌اکنون دارای ۱ خط و ۶ ایستگاه است.

## شهرهای خواهرخوانده
- ویلنیوس - لیتوانی
- دورهام - کانادا
- سامارا - روسیه
- تاشکند - ازبکستان
- شی‌آن - چین
- هرتزلیا - اسرائیل
- جیلینا - اسلوواکی
- سالونیک - یونان
- واوب ژیخ - لهستان